# Annika Sundbaum-Melin
Annika Sundbaum-Melin, folkbokförd som Annika Märta Fredrika Cecilia Sundbaum Vretman, född 22 juni 1962 i Domkyrkoförsamlingen i Västerås, död 31 oktober 2018 i Sundbybergs distrikt i Stockholms län, var en svensk journalist och författare.

## Biografi
Sundbaum-Melin gjorde sig genom Aftonbladet ett namn som rockrecensent och blev sedermera även känd för sina personliga och orädda krönikor. Hennes dagbok på Aftonbladets hemsida (en föregångare till bloggarna) resulterade slutligen i boken Singel i Sumpan, utgiven 2001. År 2005 kom den "inofficiella" uppföljaren Hon och han som hon skrev tillsammans med sin dåvarande sambo Henrik Kolbjer.
Hon arbetade som frilansjournalist och skrev kontinuerligt för bland andra Expressen Magasinet, Topphälsa och Tove. Hon utsågs till Årets krönikör av Sveriges tidskrifter och till Årets Sundbybergare 2006.
Hon bloggade även om sitt liv i Sumpan och arbetade som föreläsare då hon berättade om sin egen diagnos ADHD. Annika Sundbaum-Melin är begravd på Sundbybergs begravningsplats.